# مدرسة ستافورد سيرلانكا (قطر)
مدرسة ستافورد سري لانكا الدوحة افتتحت في أكتوبر 2001 برعاية س. ميراساهيب مهروف سفير سري لانكا إلى قطر المستقبلي. المدرسة تابعة لسفارة سريلانكا في قطر وتعمل كمنظمة غير ربحية. راعي المدرسة هو سفير سري لانكا إلى قطر. تخضع المدرسة لمجلس أمناء.

## نظرة عامة
المدرسة هي معهد تعليمي معتمد من قبل المجلس الأعلى للتعليم والمعروفة باسم مدرسة المجتمع السريلانكي. المدرسة هي أيضا مركز الامتحانات المعتمدة من قبل إدكسل الدولية (المملكة المتحدة) التي تسمح للطلاب بالامتحان في شهادة التعلم والتميز والشهادة العامة الدولية للتعليم الثانوي والشهادة العامة للتعليم. في البداية كانت المدرسة حضانة تضم 25 طالبا وعلى مر السنين توسعت بشكل كبير.
تقدم المدرسة الآن التعليم من رياض الأطفال إلى المستوى المتقدم. تتبع المدرسة مناهج التعلم والتميز. الطلاب في السنة 2 والسنة 6 يخضعون لامتحانات المرحلة الأولى والثانية من سات التي تديرها التعلم والتميز في المملكة المتحدة.

## المناهج الدراسية
تتبع المدرسة منهج التعليم والتميز اللندني. يتم التركيز على النشاط القائم على التعلم القائم على المشروع. جميع هذه المناهج الدراسية والمناهج الدراسية المشتركة مباشرة نحو التنمية الشاملة لشخصية الطالب لتناسب المجتمع الدولي.
يشمل نظام التقييم كلا من التقييمات الداخلية والخارجية. يتم تقييم الطلاب داخليا من خلال الامتحانات الشهرية والفصل الدراسي والواجبات المنزلية المستمرة وتقييمات الصف بينما يتم تقييمها خارجيا من خلال امتحانات المرحلة الرئيسية التي أجرتها سات والشهادة العامة الدولية للتعليم الثانوي والشهادة العامة للتعليم الثانوي والامتحانات التي أجرتها إدكسيل الدولية.

## الامتحانات
يعتقد القائمون على المدرسة أن التقييم المستمر هو المفتاح لشحذ المعرفة من الطلاب. يتم إجراء الفحوص التي يتم تقييمها داخليا بمستوى عال وفقا لإجراءات الفحص البريطانية. مع زيادة خطورة هذه الامتحانات تدريجيا من الطبقات الدنيا إلى العليا يسترشد الطلاب بشكل جيد جدا للامتحانات العامة. تتوفر الامتحانات التالية في نظام المدرسة:
- التقييمات الشهرية / الأسبوعية
- امتحانات الفصل الدراسي
- امتحانات المرحلة الرئيسية 1
- امتحانات المرحلة الرئيسية 2
- امتحانات تقييم كامبردج لللغة الإنجليزية
- امتحانات "لغتي"
- امتحانات وهمية للشهادة العامة الدولية للتعليم الثانوي
- امتحانات التعليم والتميز إدكسيل الامتحانات للشهادة العامة الدولية للتعليم الثانوي
- امتحانات الشهادة العامة للتعليم

## مواقع ذات صلة
- موقع مؤسسة السنهالية باللغة التاميلية نسخة محفوظة 4 يونيو 2019 على موقع واي باك مشين.[3]
- موقع إدارة مسرح المدرسة نسخة محفوظة 31 أكتوبر 2018 على موقع واي باك مشين.[4]